# Чибутковица
Чибутковица је насеље у градској општини Лазаревац у граду Београду. Налази се поред Ибарске магистрале и удаљено је 14 километара јужно од Лазаревца према Љигу. Према попису из 2022. број становника било је 990 становника.

## Положај села
Чибутковица је у долини Љига, а између његових притока Оњега и Грабовице. Куће су на присојним странама побрђа, између којих има неколико долина сеоских потока. Оне чине насеље разређеног типа, које се не дели на изразитије крајеве.

## Воде
У селу има два јака извора и то Маџарац код цркве и Бунарина код Црквине. Остали извори су изван насеља. То су ови извори: Барутљива Вода у долини Грабовице, Кисела Вода у Лаковим Ливадама у месту Грабовици и Хајдучка Вода у шуми код Васића Свињца и Житних Јама. Сеоски потоци су: Црне Река или Велика Река, Грабовица или Грабовачки Поток, Ковачица која у Вигњишту постаје од неколико безимених потока и Зечевица између Ковачице и Грабовице.

## Земље и шуме
Места у којима су њиве и ливаде називају се: Дуга Коса, Црне или Велика Река, Кованлук, Буранијашевица, Злурада, Прва Бара, Међедна Бара, Мравинци, Турски Гроб, Виноградина и Грабовица; испод села су Просине, Макиши и Љиг.
Сеоска шума је на Церовој Главици, Дугој Коси, Каменитој Коси, Сарићввој Коси, Белој Коси и Камењаку.
Камен кречњак се вади и пече креч у Аксентијевића Страни.

## Старине у селу
Код Јевремовића кућа има повећа бара, а код ње су и рушевине од некаквих зграда. Народ казује да је ту био „град проклете Јерине“. У зидинама тога тобожњег града налазиле су се узидане гвоздене алке. Остаци тих грађевина су блокови нетесаног камења, међу којима има највише белутка, који народ односи за зидање бунара. на том месту није био никакав град, већ су ту били ханови а узидане алке служиле су за везивање коња.
Стара црква је била на месту Црквинама, недалеко од данашње цркве. Око ње је било старо гробље. Данашња црква је у долини Црне Реке а ту је и основна школа. Народ прича да је на том месту било старо српско гробље. Црква слави Ђурђевдан. Она је подигнута 1805. године од брвана и служила је до 1848. године када је на тадашњим темељима подигнута нова црква од тесаног камена и покривена шиндром. Иконостас је радио, па запису на њему, Никола Јанковић из Охрида 1848. године. Црква је наново покривена лимом 1883. године и на крову су постављена два метална крста.
Казује се да је неко нашао на месту Буранијашеици новац који је припадао овој цркви и ту закопан у времену неке народне бежаније. У потоку Зечевици има три надгробна „белега“ без натписа.

## Име селу
За име села се казује да је дошло по „чибуцима“, које су израђивали Цигани на месту Вигњишту. По другим казивањима људи овог села су били богати и побожни. Они су често ишли у „хаџилук“ на Христов гроб, а отуда се враћали са запаљеним чибуцима. Суседи су те хаџије називали „Чибутковцима“, тј. људи који пуше на „чибуке“, па се по њима и село тако назвало. Боснића Брдо зове се по некој девојци, из Босне, која је на том месту погинула, па јој се и данас гроб чува у Радосављевића воћњаку.

## Подаци о селу
Литија се носи о Белом Четвртку по Духовима. Заветина се нија држала. Али град потуче летину на дан Св. Арханђела Михаила 1883. године, па је од тада тај дан постао „заветан“ за село да се празнује.
Године 1664. пропутовао је кроз ову област турски путописац Евлија Челебија, који у свом путопису помиње насеље Ковач на месту данаше Чибутковице. То се име очувало и до наши дана у називу речице Ковачице, а из тога времена је, вероватно, и назив Вигњиште. На Ебшелвицовој карти забележен је данашњи назив овог села. У њему је било 1818. године 40 кућа, 1844. године 62 куће са 411 становника. Данас у Чибутковици има 4 родова са 188 кућа.

## Доба Другог српског устанка
Најважнија личност на овим просторима из тог доба је Кнез Аксентије Миладиновић. Имао је једну од најважнијих улога у припремању устанка 1815. Командовао је великом војском, и под својом влашћу је држао целу област од Гукоша до Вранића.
Први Српски Капућехаја пред Високом портом у Стамболу био је управо Кнез Аксентије Миладиновић.
Кнез Аксентије Миладиновић (умро 23. јануара 1820) сахрањен је на старом гробљу у Чибутковици. Високи челоглави споменик и масивна камена плоча и данас обележавају место на коме је пре готово два века сахрањен кнез и војвода Аксентије Миладиновић. Обликом и обрадом споменик представља типски надгробни белег београдске околине са краја XVIII и почетка XIX века. Клесан је од тврђег пешчара зеленкасте боје који потиче из околних мајдана и својом монументалношћу представља доминанту на читавом простору. Вредност овог споменика утолико је већа што осим писаних података и усменог предања које се још увек чува у народу овог краја, других сведочанстава о овом истакнутом прваку колубарског краја данас више нема.
По завршетку устанка, касније и успостављања власти од стране Обреновића, у Чибутковици се налазило седиште капетаније за овај округ.

## Први светски рат
На овим просторима се 1914 године одиграла чувена Колубарска битка, која представља једну од највећих победа у историји ратовања. Наиме, Прва Српска Армија под командом Живојина Мишића, успела је за кратко време да се одмори и нахрани и онда изведе силовит контра удар на Аустроугарску војску под командом Поћорека, која је била далеко бројнија, и тиме јој и нанесе тежак пораз. Ова битка је ушла у све војне уџбенике широм света. Живојин Мишић је касније за ово дело добио чин Војводе. Међутим, велике заслуге за ову величанствену победу имају Друга и Трећа Српска Армија. Друга и Трећа Српска Армија, укопале су се у ровове на десној обали Колубаре и Љига, и успеле ванљудским напорима да зауставе продирање Аустроугара и тако омогућиле Првој Армији да крене у контра удар. Један од ровова у којима су вођене жестоке битке налазио се управо у Чибутковици, а његови остаци видљиви су и данас. У Чибутковици је у том периоду била смештена Трећа Армија под командом Павла Јуришића Штурма. Граница између подручја Друге и Треће Српске Армије била је дуж реке Грабовице (десне притоке Љига). Све ово нам говори о великој важности овог простора, па и самог села Чибутковица у том преломном тренутку Српске државе и целог Српског народа.

## Други светски рат
У Чибутковици се за време Другог светског рата налазио главни штаб четника Драже Михаиловића за колубарски округ. Такође, занимљиво је и то да све до краја 1944 у Чибутковици није било Партизана. Чибутковица је заједно са Барзиловицом била главо упориште Дражиних четника на овом простору( на простору колубарског округа). Познато је и то да је било доста мушкараца који су одведени у заробљеништво у Немачку, који су се после рата угловном сви и вратили кућама. Занимљива је и чињеница да су их из заробљеништва пустили припадници Црвене армије по уласку у Берлин( иако је већина на себи имали само униформу Краљеве војске), а да су при уласку на територију Југославије скидали своја одела по Славонији и облачили одела која су се налазила на страшилима за плашење птица, како их припадници Партизанског покрета не би убили. Када погледамо оне који су страдали за време Другог светског рата, невероватан је и податак да је 90% њих страдало по уласку Партизана крајем 1944, а свега 10% за све претходне године рата. Због тога што се у селу налазио главни Четнички штаб за Колубарски округ и све осталог наведеног, Чибутковица је била обележена као Четничко село, па су између осталог ударани велики намети по завршетку рата. По успостави нове (црвене) власти, однети су и кошеви са житом (пребачени у Дудовицу). Ако узмемо у обзир и чињеницу да је при проласку кроз село, Личка дивизија запалила дреш за сено и том приликом убила без икаквог разлога око 20 синова јединаца из Чибутковице (од њих 25, преживело је само 5 и то пуком срећом) јасно је како је ово село третирано од стране Титових комуниста. Нажалост, многи становници су данас заборавили ко су им били преци и кроз какву су голготу прошли од стране комуниста (ово важи и за Барзиловицу), па они данас подржавају потомке тих истих комуниста који су и дан данас на власти. Ако неко треба о томе да поведе рачуна, онда су то свакако ова два села као и сам Лазаревац (знамо ко је ослободио Лазаревац 06.09.1944).

## Инфраструктура
У селу постоји вртић, те црква Светог Георгија.
Школа „Михаило Младеновић — Сеља“ за ученике до 5. разреда, која је уједно и друга најстарија школа на територији општине Лазаревац, и основана је давне 1851 године указом Кнеза Михаила Обреновића ( старија је једино школа у Барошевцу).
Први учитељ је био Урош Костић, и школа је те 1851. имала седам ђака. Једина школска година у којој школа није радила била је 1853/54, због недостатка ђулади за гимнастику. Школа се све до 1945 године звала "ОШ Свети Сава".
Дом са великом салом, фудбалско игралиште ФК Младост Чибутковица, игралиште за мале спортове, базен, два извора минералне воде, пољопривредна апотека, два стоваришта грађевинског материјала, стругаре за дрва, споменик погинулим борцима од 1912. до 1946.
Становништво већином ради у рударском басену Колубара. Пољопривредом се углавном бавимо као додатан приход. До краја деведесетих било дрвопрерађивачко предузеће „Шумадија дрво“, које је у стечају.

## Демографија
У насељу Чибутковица живи 995 пунолетних становника, а просечна старост становништва износи 41,0 година (39,2 код мушкараца и 42,7 код жена). У насељу има 411 домаћинстава, а просечан број чланова по домаћинству је 3,07.
Ово насеље је великим делом насељено Србима (према попису из 2002. године). Према попису из 2002. било је 1260 становника (према попису из 1991. било је 1357 становника).
|  |

| Демографија | Демографија | Демографија |
| Година      | Становника  | Становника  |
| ----------- | ----------- | ----------- |
| 1948.       | 1.488       |             |
| 1953.       | 1.553       |             |
| 1961.       | 1.500       |             |
| 1971.       | 1.430       |             |
| 1981.       | 1.319       |             |
| 1991.       | 1.357       | 1.332       |
| 2002.       | 1.260       | 1.280       |
| 2011.       | 1.175       |             |
| 2022.       | 990         |             |

| Етнички састав према попису из 2002.‍ | Етнички састав према попису из 2002.‍ | Етнички састав према попису из 2002.‍ | Етнички састав према попису из 2002.‍ | Етнички састав према попису из 2002.‍ |
| ------------------------------------ | ------------------------------------ | ------------------------------------ | ------------------------------------ | ------------------------------------ |
|                                      |                                      |                                      |                                      |                                      |
| Срби                                 | Срби                                 |                                      | 1.247                                | 98,96%                               |
| Црногорци                            | Црногорци                            |                                      | 3                                    | 0,23%                                |
| Југословени                          | Југословени                          |                                      | 3                                    | 0,23%                                |
| Хрвати                               | Хрвати                               |                                      | 1                                    | 0,07%                                |
| Македонци                            | Македонци                            |                                      | 1                                    | 0,07%                                |
| непознато                            | непознато                            |                                      | 3                                    | 0,23%                                |

| \| \| м \| \| \| ж \| \| ? \| 2 \| \| \| 5 \| \| 80+ \| 11 \| \| \| 23 \| \| 75—79 \| 17 \| \| \| 39 \| \| 70—74 \| 39 \| \| \| 36 \| \| 65—69 \| 51 \| \| \| 47 \| \| 60—64 \| 45 \| \| \| 41 \| \| 55—59 \| 15 \| \| \| 32 \| \| 50—54 \| 38 \| \| \| 38 \| \| 45—49 \| 39 \| \| \| 32 \| \| 40—44 \| 54 \| \| \| 45 \| \| 35—39 \| 41 \| \| \| 45 \| \| 30—34 \| 45 \| \| \| 38 \| \| 25—29 \| 33 \| \| \| 41 \| \| 20—24 \| 34 \| \| \| 35 \| \| 15—19 \| 42 \| \| \| 32 \| \| 10—14 \| 48 \| \| \| 31 \| \| 5—9 \| 38 \| \| \| 37 \| \| 0—4 \| 40 \| \| \| 31 \| \| Просек : \| 39,2 \| \| \| 42,7 \| |      |  |  |      |
| |      |  |  |      |
| | м    |  |  | ж    |
| ? | 2    |  |  | 5    |
| 80+ | 11   |  |  | 23   |
| 75—79 | 17   |  |  | 39   |
| 70—74 | 39   |  |  | 36   |
| 65—69 | 51   |  |  | 47   |
| 60—64 | 45   |  |  | 41   |
| 55—59 | 15   |  |  | 32   |
| 50—54 | 38   |  |  | 38   |
| 45—49 | 39   |  |  | 32   |
| 40—44 | 54   |  |  | 45   |
| 35—39 | 41   |  |  | 45   |
| 30—34 | 45   |  |  | 38   |
| 25—29 | 33   |  |  | 41   |
| 20—24 | 34   |  |  | 35   |
| 15—19 | 42   |  |  | 32   |
| 10—14 | 48   |  |  | 31   |
| 5—9 | 38   |  |  | 37   |
| 0—4 | 40   |  |  | 31   |
| Просек : | 39,2 |  |  | 42,7 |

| Година пописа     | 1948. | 1953. | 1961. | 1971. | 1981. | 1991. | 2002. |
| ----------------- | ----- | ----- | ----- | ----- | ----- | ----- | ----- |
| Број домаћинстава | 301   | 323   | 369   | 384   | 375   | 400   | 411   |

| Број чланова      | 1  | 2   | 3  | 4  | 5  | 6  | 7 | 8 | 9 | 10 и више | Просек |
| ----------------- | -- | --- | -- | -- | -- | -- | - | - | - | --------- | ------ |
| Број домаћинстава | 86 | 114 | 47 | 75 | 44 | 33 | 9 | 3 | 0 | 0         | 3,07   |

| Пол    | Укупно | Неожењен/Неудата | Ожењен/Удата | Удовац/Удовица | Разведен/Разведена | Непознато |
| ------ | ------ | ---------------- | ------------ | -------------- | ------------------ | --------- |
| Мушки  | 506    | 143              | 325          | 27             | 10                 | 1         |
| Женски | 529    | 76               | 329          | 111            | 12                 | 1         |
| УКУПНО | 1.035  | 219              | 654          | 138            | 22                 | 2         |

| Пол    | Укупно                    | Пољопривреда, лов и шумарство | Рибарство                            | Вађење руде и камена | Прерађивачка индустрија       |
| ------ | ------------------------- | ----------------------------- | ------------------------------------ | -------------------- | ----------------------------- |
| Мушки  | 274                       | 55                            | 0                                    | 63                   | 69                            |
| Женски | 136                       | 51                            | 0                                    | 6                    | 27                            |
| Укупно | 410                       | 106                           | 0                                    | 69                   | 96                            |
|        |                           |                               |                                      |                      |                               |
| Пол    | Производња и снабдевање   | Грађевинарство                | Трговина                             | Хотели и ресторани   | Саобраћај, складиштење и везе |
| Мушки  | 16                        | 13                            | 15                                   | 5                    | 20                            |
| Женски | 3                         | 1                             | 7                                    | 15                   | 5                             |
| Укупно | 19                        | 14                            | 22                                   | 20                   | 25                            |
|        |                           |                               |                                      |                      |                               |
| Пол    | Финансијско посредовање   | Некретнине                    | Државна управа и одбрана             | Образовање           | Здравствени и социјални рад   |
| Мушки  | 2                         | 1                             | 6                                    | 5                    | 1                             |
| Женски | 0                         | 2                             | 2                                    | 10                   | 7                             |
| Укупно | 2                         | 3                             | 8                                    | 15                   | 8                             |
|        |                           |                               |                                      |                      |                               |
| Пол    | Остале услужне активности | Приватна домаћинства          | Екстериторијалне организације и тела | Непознато            | Непознато                     |
| Мушки  | 1                         | 0                             | 0                                    | 2                    | 2                             |
| Женски | 0                         | 0                             | 0                                    | 0                    | 0                             |
| Укупно | 1                         | 0                             | 0                                    | 2                    | 2                             |